# Moselle
Moselle (oznaka 57) je francoski departma ob meji z Luksemburgom in Nemčijo, imenovan po reki Mozeli (francosko Moselle), ki teče skozenj. Nahaja se v regiji Loreni.

## Zgodovina
Departma je bil ustanovljen v času francoske revolucije 4. marca 1790 na tleh predhodne zgodovinske pokrajine Lorene. Leta 1793 so bile po zavzetju  s strani revolucionarne francoske vojske v departma vključene enklave Svetorimskega cesarstva Manderen, Lixing-lès-Rouhling, Momerstroff in Créhange (Kriechingen). Z mirovnim sporazumom v Parizu 1814, ki je sledil porazu Napoleona, se je departma moral odpovedati manjšemu ozemlju v okolici Tholeya in Sierck-les-Bains v korist Avstrije, vendar pa pridobil nekdanji departma Sarre vključno z mesti Lebach,  Saarbrücken in bližnjim premogovnim bazenom.
S povratkom Napoleona in njegovim dokončnim porazom v bitki pri Waterlooju se je ozemlje Moselle po Dunajskem kongresu 1815 precej zmanjšalo. Moselle je izgubil južni del departmaja Sarre, s Saarbrücknom, prav tako Rehlingen in strateško pomembni Saarlouis; le-ti so bil priključeni Prusiji.
Meje departmaja se po letu 1815 niso spreminjale vse do francoskega poraza v vojni s Prusijo 1871, ko je bil skoraj celoten departma skupaj z Alzacijo in deli departmajev Meurthe ter Vosges s Frankfurtskim mirovnim sporazumom priključen Nemškemu cesarstvu. V Franciji je tako ostal le najzahodnejši del, to je ozemlje Brieya in Longwyja, ki se je združil s sosednjim Meurthe. Tako je nastal departma Meurthe-et-Moselle z glavnim mestom Nancy.
Leta 1919, s francosko zmago v prvi svetovni vojni in Versaillskim mirom, se je ozemlje Alzacije in Lorene vrnilo Franciji. Departma Meurthe-et-Moselle je ostal nedotaknjen, medtem ko je na ozemlju do tedaj aneksiranih Moselle in Meurthe nastal novi departma Moselle. Ob izgubi Brieya je pridobil ozemlje Château-Salinsa in Sarrebourga, ki sta bila do 1871 v departmaju Meurthe.
Med drugo svetovno vojno je departma postal ob premirju 22. junija 1940 del Gau Westmarka. Po zavezniški invaziji in kasnejšemu zavzetju pokrajine s strani ameriških čet leta 1944 pa je bil departma ponovno vzpostavljen v enakem obsegu kot leta 1919.

## Geografija
Moselle (Mozela) leži v severnem delu Lorene. Na jugu in zahodu meji na Meurthe-et-Moselle, na vzhodu na alzaški departma Bas-Rhin, na severu pa meji na Luksemburg in Nemčijo.
Ostali pomembnejši kraji v departmaju so: Saint-Avold, Creutzwald, Hayange, Hagondange.
Reke, ki tečejo po ozemlju departmaja, so: Mozela, Sarre, Seille.